# Привредна комора Србије
Привредна комора Србије је независна, савремена, небуџетска институција, национална асоцијација привредних друштава, предузетника и других облика организовања који обављају привредну делатност на територији Републике Србије. Oснована је Законом о привредним коморама („Службени гласник РС“, бр. 65/01 и 36/09).

## Историјат
- 1857. године основана је прва привредна асоцијација "Трговачки одбор"
- 1870. године формирани су трговачки одбори у Шапцу, Смедереву и Ваљеву
- 1910. године оснивају се Индустријска, Трговачка и Радничка комора
- 1931. године коморе су препознате као јавноправне организације и саветодавни органи државне управе
- 1945. до 1962. године почиње оснивање гранских комора
- 1962. године укидају се гранске коморе и оснивају јединствене привредне коморе
- 2001. године ступа на снагу Реформски Закон о привредним коморама
- 2009. године извршене су измене и допуне Закона о привредним коморама
- 2013. године ступа на снагу нови Закон о привредним коморама

## Делатности
- заступање и заштита интереса чланова пред државним органима и институцијама (Влада Републике Србије и релевантна министарства)
- вршење јавних овлашћења - издавање докумената по основу овлашћења поверених законом
- промоција привреде у земљи и иностранству, организовање сајамских наступа и изложби
- пословно информисање о текућим привредним кретањима и условима пословања
- унапређење економске сарадње са иностранством, проналажење партнера у иностранству и повезивање, унапређење билатералне и мултилатералне сарадње
- саветодавне услуге и стручна помоћ члановима
- пословно образовање, организовање предавања, стручних семинара, специјалистичких курсева и других видова образовања у циљу континуираног увећавања стручних знања и пословних вештина запослених у привреди
- неговање добрих пословних обичаја и пословног морала, утврђивање, промовисање и доношење одговарајућих кодекса
- судови и арбитража при ПКС